# GAME OVER?
「GAME OVER?」（ゲームオーバー?）は、AAAの46枚目のシングル。2015年4月29日にavex traxから発売された。

## 概要
- 前作「ぼくの憂鬱と不機嫌な彼女」から約1ヶ月ぶりの発売となる。
- 歌いだしは末吉秀太だが、歌詞の上では日高光啓である。
- CD盤、ミュージックカード盤の2形態で発売。
- CD盤には世界初となる「AR技術による3Dキャプチャードール」が封入される。
- mu-mo盤ではLIVE応募チケット付き。7ヶ月連続シングルリリース企画で全シングル買うと9/13・14に行われる『AAA10周年スペシャルLIVEイベント』へ参加出来るLIVE応募チケット付き。
- 2015年9月のデビュー10周年に向かって、10周年イヤーを飾る7ヶ月連続シングルリリース企画の第4弾でアッパーチューンナンバー。
- 7ヶ月連続シングルリリース企画の対象となっている、第1弾の43rdシングル「I'll be there」から第7弾の49thシングル「LOVER」のジャケットを全て並べるとATTACK ALL AROUND（アタック・オール・アラウンド）の文字が出てくる仕掛けとなっている。CDの帯も同様な仕掛けがある。

## 収録曲

### CD
1. GAME OVER? [3:42]
(作詞：leonn / Rap詞：Mitsuhiro Hidaka / 作曲：Tomoya Kinoshita）
テレビ朝日系ドラマ『ドラマ！7人のアイドルゴーゴー！』テーマソング
SEGA「ぷよぷよ!!クエスト」CMソング[1]
2. GAME OVER?（Instrumental）[3:40]

### ミュージックカード
1. GAME OVER?